# Danny Califf
Daniel Benjamin "Danny" Califf (født 17. marts 1980 i Montclair, Californien, USA) er en amerikansk tidligere fodboldspiller, der sluttede sin karriere i sommeren 2013 hos den canadiske klub Toronto FC, hvor han spilelede som forsvarsspiller. 
Han har spillede for klubben fra januar 2013 til juli 2013, hvor han kom fra Chivas USA. Han har også spillet for AaB. Derudover har han tidligere optrådt for Los Angeles Galaxy og San Jose Earthquakes i sit hjemland.
Califf var i 2008, i øvrigt som anfører, med til at gøre AaB til danske mestre.
Han forlod FC Midtjylland den 3. december 2009. Dagen efter, den 4. december 2009, underskrev han kontrakt med den amerikanske klub Philadelphia Union og startede med at spille der den 1. januar 2010.

## Landshold
Califf står (pr. april 2009) noteret for 22 kampe og én scoring for USA's landshold, som han debuterede for den 19. januar 2002 i et opgør mod Sydkorea. Året efter repræsenterede han sit land ved Confederations Cup.

## Titler
SAS Ligaen
- 2007-08 med AaB